# Лекар куге
Лекар у време куге је био медицински стручњак који је лечио жртве бубонске куге. У време епидемије ове лекаре су посебно ангажовали градови у којима се куга задесила. Будући да им је град исплаћивао плату, лечили су све: и богате и сиромашне.  
Међутим, познато је да су неки лекари против куге наплаћивали пацијентима и њиховим породицама додатне трошкове за посебна лечења или лажне лекове. Обично то уопште нису били искусни лекари или хирурзи; радије су то били или другоразредни доктори који нису били у стању да воде успешне медицинске праксе или млади лекари који су тежили ка томе да стекну праксу у тој области. Они су ретко лечили своје пацијенте; радије су служили за евидентирање броја људи контаминираних у демографске сврхе. 
Лекари у време куге су својим заветом лечили болеснике од куге и били су познати као општински или као „лекари против куге у заједници“, док су „лекари опште праксе“ били одвојени лекари свакако су се могли наћи у истом Европском граду истовремено. У Француској и Холандији, лекарима против куге је често недостајала адекватна медицинска обука па су их зато називали „неискусним лекарима“. У једном забележеном случају, доктор против куге је био продавац воћа пре његовог посла доктора.  
У 17., 18. и 19. веку, неки доктори су носили кљунасте маске које су биле напуњене миришљавим стварима. Маске су осмишљене како би их заштитиле од загађеног ваздуха, који је (према миасматичкој теорији болести) био узрок инфекције. Изглед ове одеће приписан је Чарлс де Лорме-у (енгл. Charles de Lorme) , главном лекару Луиса XIII (енгл. Louis XIII).  

## Историја
Прва европска епидемија бубонске куге забележена је још средином 6. века и називана је Епидемија Јустинијана. Највећа епидемија заразе је била Црна куга у Европи у 14. веку. Велики губици људи у градовима су створили огромну економску кризу, тако да је заједница лекара против куге била сматрана јако вредном и ти лекари су добијали посебне привилегије; на пример, било им је допуштено да изврше обдукције како би истражили лек за кугу.
У неким случајевима, доктори против куге су били толико важни да су их, када је Барселона 1650. године послала два лекара у Тортусу, бандити ухватили на путу ка тамо и затражили откуп. Барселона је платила за њихову слободу. Папа Климент VI је ангажовао неколико додатних доктора против црне куге како би посећивали болесне људе из Авињона. Од 18 лекара у Венецији, само је један остао од 1348. године: пет их је умрло од куге а 12 је нестало или можда побегло.

## Костим
Неки доктори против куге су носили специјалне униформе. Ово одело је измислио Чарлс Делормео 1630. године и прво је коришћено у Напуљу али се употребна одела касније проширила на остатак Европе. Заштитно одело се састојало од лагане пресвлаке сачињене од тканине са воском, маске са стакленим отворима за очи и нос у облику кљуна, типично пуњеног биљем, сламом и зачинима. Лекари против куге би такође обично носили штап за преглед и испитивање пацијената како их не би додиривали рукама и тиме долазили у контакт. Мирисни материјали су се састојали од боровница, амбре, ружа, листова нане, камфора, каранфила, лауданума и миришљавог уља. Због примитивних схватања болести у том времену, веровало се да ће ово дело довољно заштитити лекара од загађеног ваздуха док се брине о пацијентима.  

## Јавни службеници
Њихов главни задатак, осим збрињавања људи оболелих од куге, био је записивање броја жртви услед епидемије у јавним записима.
У неким европским градовима, попут Фиренце и Перуђе, од лекара за кугу је тражено да обаве обдукцију како би помогли да се утврди узрок смрти и начин деловања заразе. Лекари против куге су постали сведоци многобројних изјава тестамената током епидемије. Такође, многи доктори су саветовали своје пацијенте о начину понашања пре саме смрти. Овај савет је варирао од пацијента до пацијента а након средњег века, природа односа између лекара и пацијента била је регулисана све сложенијим етичким кодексом. 

## Методе
Лекари против куге су вежбали испуштање крви (енгл. Bloodletting) и друге методе као нпр. стављање жаба и пијавица на бубоне (симптоми бубонске куге). Доктори против куге генерално нису могли да комуницирају са широм јавношћу због природе посла и могућности ширења болести; они су такође могли да буду у карантину због превенције. 

## Истакнути доктори против куге у доба ренесансе
Познати доктор куге који је дао лекарске савете о превентивним мерама које би се могле употребити против куге био је Нострадамус. Савет Нострадамуса био је уклањање заражених лешава, удисање чистог ваздуха, коришћење чисте воде за пиће и сокова од латица руже.
Италијански град Павиа, 1479. године је унајмио доктора под именом Гиовани де Вентура (енгл. Giovanni de Ventura) да буде градски лекар против куге. Ирски лекар Ниал О Глацаин (енгл. Niall Ó Glacáin) је зарадио дубоко поштовање у Шпанији, Француској и Италији због своје храбрости приликом лечења оболелих људи од куге.